# 梅拿達體育會
梅拿達體育會（義大利語：Società Sportiva Murata）是圣马力诺的一支足球俱乐部，位于圣马力诺市穆拉塔村。俱乐部成立于1966年。穆拉塔队现参加圣马力诺足球锦标赛。该队队服颜色为黑白色。穆拉塔队在2005–06、2006–07、2007–08三个赛季连续夺得冠军。该队曾在欧洲冠军杯取得2个进球，欧足联欧洲联赛取得一个进球，为圣马力诺球队目前最好的成绩。

## 榮譽
- 聖馬力諾足球錦標賽：3

2005–06、2006–07、2007–08
- 蒂塔諾盃：3

1997、2007、2008
- 聖馬利諾超級盃：3

2006、2008、2009